# Othon Moacir Garcia
Othon Moacir Garcia (Mendes, 1912 — Rio de Janeiro, 2002) foi um filólogo, linguista, ensaísta e crítico literário brasileiro. Othon Garcia se elegeu membro da Academia Brasileira de Filologia (cadeira 21) e da Sociedade Brasileira de Filologia.
Sua principal obra é Comunicação em prosa moderna: aprenda a escrever, aprendendo a pensar, publicada pela Editora FGV. A obra já está em sua 27a edição e, mais do que um manual de estilo, é um instrumento para, a partir do desenvolvimento do raciocínio lógico, o aprimoramento das competências relacionadas à comunicação escrita. Trata-se, parafraseando o autor, de ensinar a escrever, ensinando a pensar. Seu plano divide-se em dez partes, a saber:
1. Fr. − A frase
2. Voc. − O vocabulário
3. Par. − O parágrafo
4. Com. − Eficácia e falácias da comunicação
5. Ord. − Pondo ordem no caos
6. Id. − Como criar ideias
7. Pl. − Planejamento
8. Red. Téc. − Redação Técnica
9. Pr. Or. − Preparação dos originais
10. Ex. − Exercícios.

A abordagem de Garcia é inovadora, dentre outros aspectos, por subverter a lógica de ensino da análise sintática, atribuindo ao contexto, mais do que à memorização de conjunções, o papel mais relevante na matéria. Ademais, o livro é recorrente nas bibliografias dos principais concursos públicos do Brasil, entre eles, o Concurso de Admissão à Carreira de Diplomata (CACD), do Ministério das Relações Exteriores (MRE), conhecido por seu rigor na avaliação das competências em expressão escrita do candidato.
Othon Moacir Garcia escreveu ainda Esfinge Clara: palavra-puxa-palavra em Carlos Drummond de Andrade.